# Batalha de Djerba
A batalha de Djerba (em castelhano: batalla de Los Gelves) ocorreu entre 9 e 14 de maio de 1560, ao largo da ilha de Djerba, no que é atualmente o sul da Tunísia. Os otomanos foram comandados por Piale Paxá e Dragute Arrais contra uma força naval cristã, constituída maioritariamente por forças espanholas, mas também napolitanas, sicilianas e maltesas. O resultado foi favorável aos otomanos; os europeus perderam quase metade de suas forças navais.
A frota cristã estava sob o comando de Giovanni Andrea Doria, sobrinho do almirante genovês Andrea Doria.